# William James
William James (Nueva York, 11 de enero de 1842-Nueva Hampshire, 26 de agosto de 1910) fue un filósofo y psicólogo estadounidense con una larga y brillante carrera en la Universidad de Harvard, donde fue profesor de psicología, así como fundador de la psicología funcional. Era hermano mayor del escritor Henry James.Fue también el primero en crear un laboratorio de psicología en Estados Unidos, y fue el padrino del niño prodigio, William James Sidis.

## Biografía
William James nació en la Astor House en la ciudad de Nueva York el 11 de enero de 1842. Era hijo de Henry James Sr., un teólogo de la Nueva Iglesia independiente rico y destacado, muy familiarizado con las élites literarias e intelectuales de su época. La brillantez intelectual del entorno de la familia James y los notables talentos epistolares de varios de sus miembros los han convertido en un tema de continuo interés para historiadores, biógrafos y críticos.
William James recibió una educación transatlántica ecléctica, desarrollando fluidez tanto en alemán como en francés. La educación en la casa de James fomentó el cosmopolitismo. La familia hizo dos viajes a Europa cuando William James aún era un niño, estableciendo un patrón que resultó en trece viajes europeos más durante su vida. James deseaba dedicarse a la pintura, su temprana inclinación artística lo llevó a ser aprendiz en el estudio de William Morris Hunt en Newport, Rhode Island, pero su padre lo instó a convertirse en médico. Como esto no coincidía con los intereses de James, afirmó que quería especializarse en fisiología. Una vez que se dio cuenta de que esto tampoco era lo que quería hacer, anunció que se especializaría en sistema nervioso y psicología. Luego, en 1861, James pasó a realizar estudios científicos en la Escuela Científica Lawrence de la Universidad de Harvard.
En su temprana edad adulta, James sufrió una variedad de dolencias físicas, incluidas las de los ojos, la espalda, el estómago y la piel. También era amúsico. Sufrió diversos síntomas psicológicos que en su momento fueron diagnosticados como neurastenia, y que incluían períodos de depresión durante los cuales contemplaba el suicidio durante meses. Dos hermanos menores, Garth Wilkinson (Wilkie) y Robertson (Bob), lucharon en la Guerra de Secesión estadounidense. El propio James era un defensor de la paz. Sugirió que en lugar de que los jóvenes sirvieran en el ejército, sirvieran al público durante un período, "para quitarles el infantilismo". Los otros tres hermanos (William, Henry y Alice James) sufrieron períodos de invalidez.
Comenzó sus estudios de medicina en la Facultad de Medicina de Harvard en 1864 (según su hermano Henry James, el escritor). Se tomó un descanso en la primavera de 1865 para unirse al naturalista Louis Agassiz en una expedición científica por el río Amazonas, pero interrumpió su viaje después de ocho meses, ya que sufrió ataques de mareos severos y viruela leve. Sus estudios fueron nuevamente interrumpidos por enfermedad en abril de 1867. Viajó a Alemania en busca de una cura y permaneció allí hasta noviembre de 1868; en ese momento tenía 26 años. Durante este período comenzó a publicar; reseñas de sus obras aparecieron en publicaciones periódicas literarias como North American Review.
James finalmente obtuvo su título de médico en junio de 1869, pero nunca practicó la medicina. Lo que él llamó su "enfermedad del alma" solo se resolvería en 1872, después de un largo período de búsqueda filosófica. Se casó con Alice Gibbens en 1878. En 1882 se unió a la Sociedad Teosófica.
El tiempo que James pasó en Alemania resultó intelectualmente fértil, lo que le ayudó a descubrir que sus verdaderos intereses no estaban en la medicina, sino en la filosofía y la psicología. Más tarde, en 1902, escribiría: "Originalmente, estudié medicina para ser fisiólogo, pero me desvié hacia la psicología y la filosofía por una especie de fatalidad. Nunca recibí ninguna instrucción filosófica; la primera conferencia sobre psicología que escuché fue la primera que di".

## Familia
William James era hijo de Henry James (padre), de Albany, y Mary Robertson Walsh. Tenía cuatro hermanos: Henry (el novelista), Garth Wilkinson, Robertson y Alice. William se comprometió con Alice Howe Gibbens el 10 de mayo de 1878; se casaron el 10 de julio. Tuvieron 5 hijos: Henry (18 de mayo de 1879 – 1947), William (17 de junio de 1882 – 1961), Herman (1884, murió en la infancia), Margaret (marzo de 1887 – 1950) y Alexander. (22 de diciembre de 1890 – 1946).
La mayoría de los antepasados de William James llegaron a Estados Unidos desde Escocia o Irlanda en el siglo XVIII. Muchos de ellos se establecieron en el este de Nueva York o Nueva Jersey. Todos los antepasados de James eran protestantes, con buena educación y de carácter. Dentro de sus comunidades, trabajaron como agricultores y comerciantes, todos muy involucrados con su iglesia. El último antepasado en llegar a Estados Unidos fue el abuelo paterno de William James, también llamado William James. Llegó a Estados Unidos procedente de Ballyjamesduff, condado de Cavan, Irlanda, en 1789, cuando tenía 18 años. Se sospecha que huyó a Estados Unidos porque su familia intentó obligarlo a ingresar en el ministerio. Después de viajar a Estados Unidos sin dinero, encontró trabajo en una tienda como dependiente. Después de trabajar continuamente, pudo ser dueño de la tienda. Mientras viajaba hacia el oeste para encontrar más oportunidades laborales, participó en varios trabajos, como la industria de la sal y el proyecto del Canal Erie. Después de ser un trabajador importante en el proyecto del Canal Erie y ayudar a Albany a convertirse en un importante centro comercial, se convirtió en el primer vicepresidente del Albany Savings Bank. William James (abuelo) pasó de ser un inmigrante irlandés pobre a uno de los hombres más ricos de Nueva York. Después de su muerte, su hijo Henry James heredó su fortuna y vivió en Europa y Estados Unidos en busca del sentido de la vida.
De los cinco hijos de William James, se sabe que dos, Margaret y Alexander, tuvieron hijos. Los descendientes de Alejandro todavía viven.

## Obras
Representó un influyente papel en la difusión del pragmatismo. Por otra parte, su pensamiento se relaciona con una doctrina que él mismo llamó empirismo radical. Produjo, por un lado, Principios de psicología (1890), obra monumental de psicología científica, y, por otro lado, Las variedades de la experiencia religiosa (1902), por la que se le considera como el fundador de la "psicología de la religión", culminación de una trayectoria vital apasionante. Entusiasta investigador de los procesos subliminales de la conciencia y de los fenómenos paranormales, escandalizó al mundo científico de su tiempo cuando defendió el ejercicio libre de los healers (curanderos o sanadores mentales) y de terapias como la mind-cure.

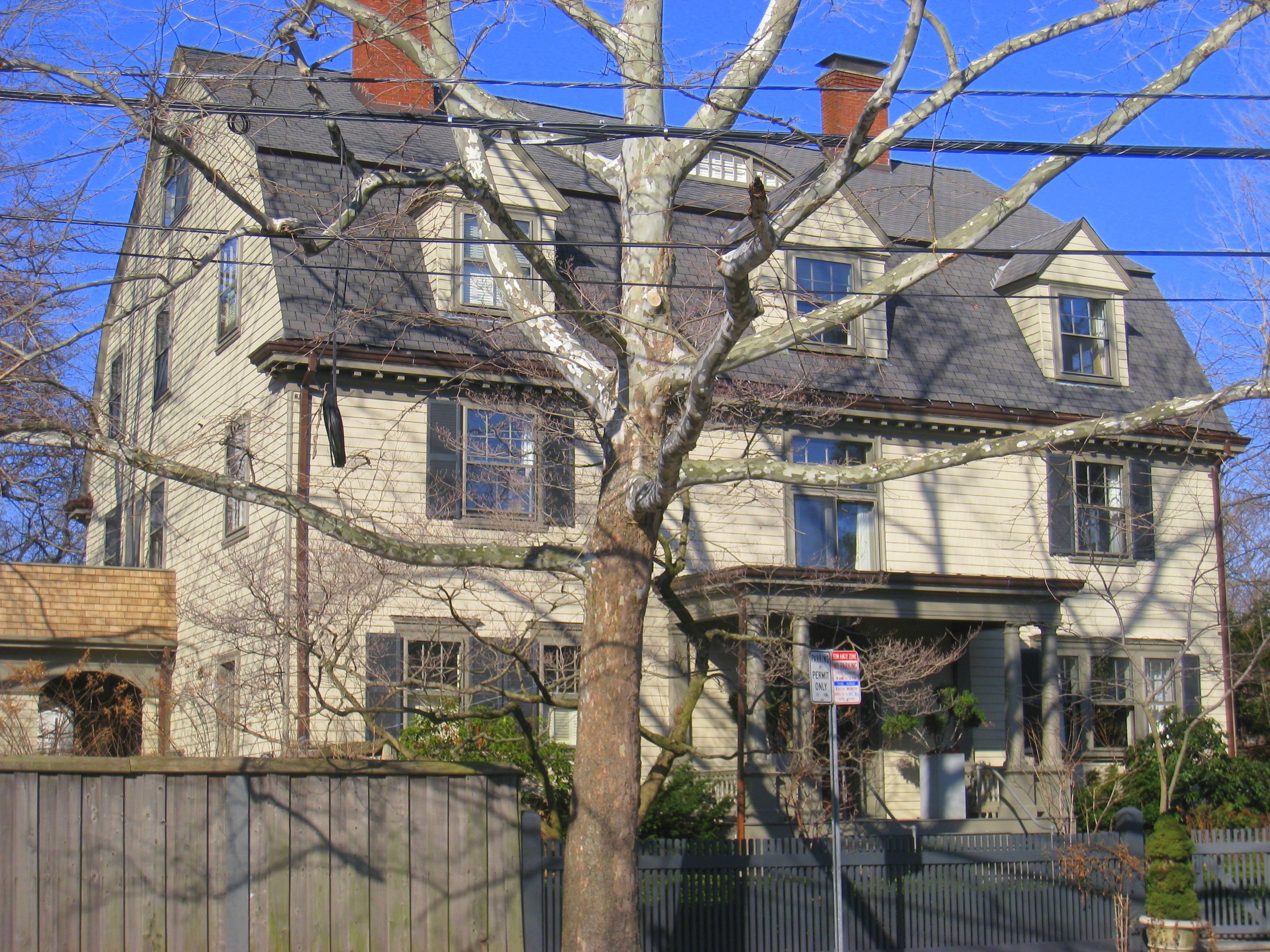
Casa de William James en el 95 de Irving Street, Cambridge, Massachusetts, Estados Unidos.

En 1904 publicó «¿Existe la conciencia?» en la revista Journal of Philosophy, Psychology, and Scientific Methods, incluido en 1912 en Ensayos sobre empirismo radical, donde planteó que el dualismo tradicional entre sujeto y objeto es una barrera para una sólida concepción de la epistemología, que la conciencia es una función y no una cosa, y que hay que abandonar la idea de que es una entidad objetiva en el mundo material.
En 1907 presentó Pragmatismo: Un nuevo nombre para algunos antiguos modos de pensar, en donde expresa que el pragmatismo es un método para apaciguar las disputas metafísicas que de otro modo serían interminables. ¿Es el mundo uno o múltiple? ¿Libre o determinado? ¿Material o espiritual? El método pragmático, dice, en tales casos tratar de interpretar cada noción, trazando sus respectivas consecuencias prácticas. ¿Qué diferencia de orden práctico supondría para cualquiera que fuera cierta tal noción en vez de su contraria? Si no puede trazarse cualquier diferencia práctica, entonces las alternativas significan prácticamente la misma cosa y toda disputa es vana. James tiene cuidado de definir el pragmatismo como método. Por tanto, su libro no conduce a ningún resultado concreto, sino que es un modo de enfrentarse al mundo.
Toda su trayectoria vital se ve marcada por una depresión que sufre en su juventud y de la que sale, literalmente, "obligándome a vivir". Así, centra el resto de su existencia en una dicotomía de la que le es difícil escapar, dado que por un lado, sus intentos de convertir la psicología en una ciencia natural le lleva a un incipiente determinismo, pero su idea del libre albedrío y del voluntarismo de la conciencia, idea ésta rebatida posteriormente por su discípulo Hugo Münsterberg, le hacen al mismo tiempo partícipe de la idea de que cualquier acto de la conciencia transformable en una conducta vitalista, de acuerdo con los principios darwinistas predominantes en la época, es válida en tanto conduzca hacia la supervivencia.

## Concepción de la verdad
La verdad para James no es una propiedad inherente e inmutable a la idea, sino que es un acontecer en la idea según su verificabilidad.
La verificabilidad consiste para James en un sentimiento agradable de armonía y progreso en la sucesión de ideas y hechos, es decir que, al tener tales ideas, éstas se siguen unas de otras y se adecuan también a cada suceso de la realidad experimentada.
Estas ideas verdaderas cumplen una función fundamental: son herramientas útiles para el individuo que lo guían en sus elecciones para dirigirse a la realidad de forma satisfactoria y no perjudicial. Su posesión es un bien práctico; lejos de ser un fin en sí mismo, es un medio para satisfacer otras necesidades vitales.
En síntesis, para William James lo verdadero es lo útil, entendiendo utilidad como lo que introduce un beneficio vital que merece ser conservado.

## Obra selecta
- The Principles of Psychology, 2 vols. (1890), Dover Publications 1950, vol. 1: ISBN 0-486-20381-6, vol. 2: ISBN 0-486-20382-4
- Psychology (Briefer Course) (1892), University of Notre Dame Press 1985: ISBN 0-268-01557-0, Dover Publications 2001: ISBN 0-486-41604-6
- Is Life Worth Living? Archivado el 14 de enero de 2020 en Wayback Machine. (1895), la lectura seminal dada en Harvard el 15 de abril de 1895
- The Will to Believe, and Other Essays in Popular Philosophy (1897)
- Human Immortality: Two Supposed Objections to the Doctrine (the Ingersoll Lecture, 1897)
  - The Will to Believe, Human Immortality (1956) Dover Publications, ISBN 0-486-20291-7
- Talks to Teachers on Psychology: and to Students on Some of Life's Ideals (1899), Dover Publications 2001: ISBN 0-486-41964-9, IndyPublish.com 2005: ISBN 1-4219-5806-6
- The Varieties of Religious Experience: A Study in Human Nature (1902), ISBN 0-14-039034-0
- Pragmatism: A New Name for Some Old Ways of Thinking (1907), Hackett Publishing 1981: ISBN 0-915145-05-7, Dover 1995: ISBN 0-486-28270-8
- A Pluralistic Universe (1909), Hibbert Lectures, University of Nebraska Press 1996: ISBN 0-8032-7591-9
- The Meaning of Truth: A Sequel to "Pragmatism" (1909), Prometheus Books, 1997: ISBN 1-57392-138-6
- Some Problems of Philosophy: A Beginning of an Introduction to Philosophy (1911), University of Nebraska Press 1996: ISBN 0-8032-7587-0
- Memories and Studies (1911), Reprint Services Corp: 1992: ISBN 0-7812-3481-6
- Essays in Radical Empiricism (1912), Dover Publications 2003, ISBN 0-486-43094-4
  - critical edition, Frederick Burkhardt and Fredson Bowers, editors. Harvard University Press 1976: ISBN 0-674-26717-6 (includes commentary, notes, enumerated emendations, appendices with English translation of "La Notion de Conscience")
- Letters of William James, 2 vols. (1920)
- Collected Essays and Reviews (1920)
- Ralph Barton Perry, The Thought and Character of William James, 2 vols. (1935), Vanderbilt University Press 1996 reprint: ISBN 0-8265-1279-8 (contains some 500 letters by William James not found in the earlier edition of the Letters of William James)
- William James on Psychical Research (1960)
- The Correspondence of William James, 12 vols. (1992–2004) University of Virginia Press, ISBN 0-8139-2318-2
- "The Dilemma of Determinism"
- William James on Habit, Will, Truth, and the Meaning of Life, James Sloan Allen, ed. Frederic C. Beil, Publisher, ISBN 978-1-929490-45-5

### Colecciones
- William James: Writings 1878–1899 (1992). Library of America, 1212 p., ISBN 978-0-940450-72-1

Psychology: Briefer Course (rev. and condensed Principles of Psychology), The Will to Believe and Other Essays in Popular Philosophy, Talks to Teachers and Students, Essays (nine others)
- William James: Writings 1902–1910 (1987). Library of America, 1379 p., ISBN 978-0-940450-38-7

The Varieties of Religious Experience, Pragmatism, A Pluralistic Universe, The Meaning of Truth, Some Problems of Philosophy, Essays
- The Writings of William James: A Comprehensive Edition (1978). University of Chicago Press, 912 pp., ISBN 0-226-39188-4

Pragmatism, Essays in Radical Empiricism, and A Pluralistic Universe complete; plus selections from other works
- En 1975, Harvard University Press comenzó la publicación de una edición estándar de The Works of William James.

## Edición en castellano
- Ensayos de empirismo radical. Traducción de Sebastián Puente, Serie Perenne, 192 páginas. Buenos Aires: Editorial Cactus. 2020. ISBN 978-987-3831-51-5.
- Variedades de la experiencia religiosa. Un estudio de la naturaleza humana. Prólogo de Manuel Fraijó, traducción de José Francisco Yvars, colección Torre del Aire, 432 páginas, cartoné. Madrid: Editorial Trotta. 2017. ISBN 978-84-9879-644-5.
- Un universo pluralista. Filosofía de la experiencia. Buenos Aires: Editorial Cactus. 2009. ISBN 978-987-24075-5-1.
- La voluntad de creer. Barcelona: Marbot ediciones. 2009. ISBN 978-84-936411-9-1.
- Las variedades de la experiencia religiosa. México: Quarzo. 2006. ISBN 978-970-732-107-6.
- Investigación psíquica. Jaén: Ediciones del Lunar. 2005. ISBN 978-84-95331-28-1.
- La voluntad de creer. Madrid: Encuentro. 2004. ISBN 978-84-7490-726-1.
- James, William & Clifford, William K. (2003). La voluntad de creer: un debate sobre la ética de la creencia. Madrid: Tecnos. ISBN 978-84-309-3970-1.
- Las variedades de la experiencia religiosa: estudio de la naturaleza humana. Barcelona: Península. 2002. ISBN 978-84-8307-511-1.
- Pragmatismo: un nuevo nombre para viejas formas de pensar. Madrid: Alianza. 2000. ISBN 978-84-206-3558-3.
- Principios de psicología. Fondo de Cultura Económica. 1994. ISBN 9789681626174.